# Vitimir
Vitimir (també Withimer) va ser un rei ostrogot dels greutungi (375-376). Era membre de la família de Hermenric i va ser escollit rei després que aquest es suïcidés.
Quan Vitimir fou escollit rei, el seu poble vivia uns moments molt difícils puix estaven sent constantment atacats per els Huns. El 376 els ostrogots van patir una terrible derrota a mans dels Huns, en la què Vitimir va perdre la vida.
Com el seu fill, Videric, era encara un infant, Alateu i Safrax van obtenir la regència, liderant el seu poble en direcció del Danubi i l'Imperi Romà.